# Oslo–Frederikshavn
Oslo–Frederikshavn var en färjelinje mellan Oslo i Norge och Frederikshavn i Danmark. Den förekom 1940 till mars 2020. Före 1976 trafikerade DFDS sträckan. Från 1979 var det Stena Line som trafikerade linjen som hade omkring en halv miljon passagerare per år. Sedan juni 2020 gör linjen Köpenhamn–Oslo stopp i Frederikshavn, sedan 2025 bara vintertid.